# Kirchenmusikakademie Schlüchtern

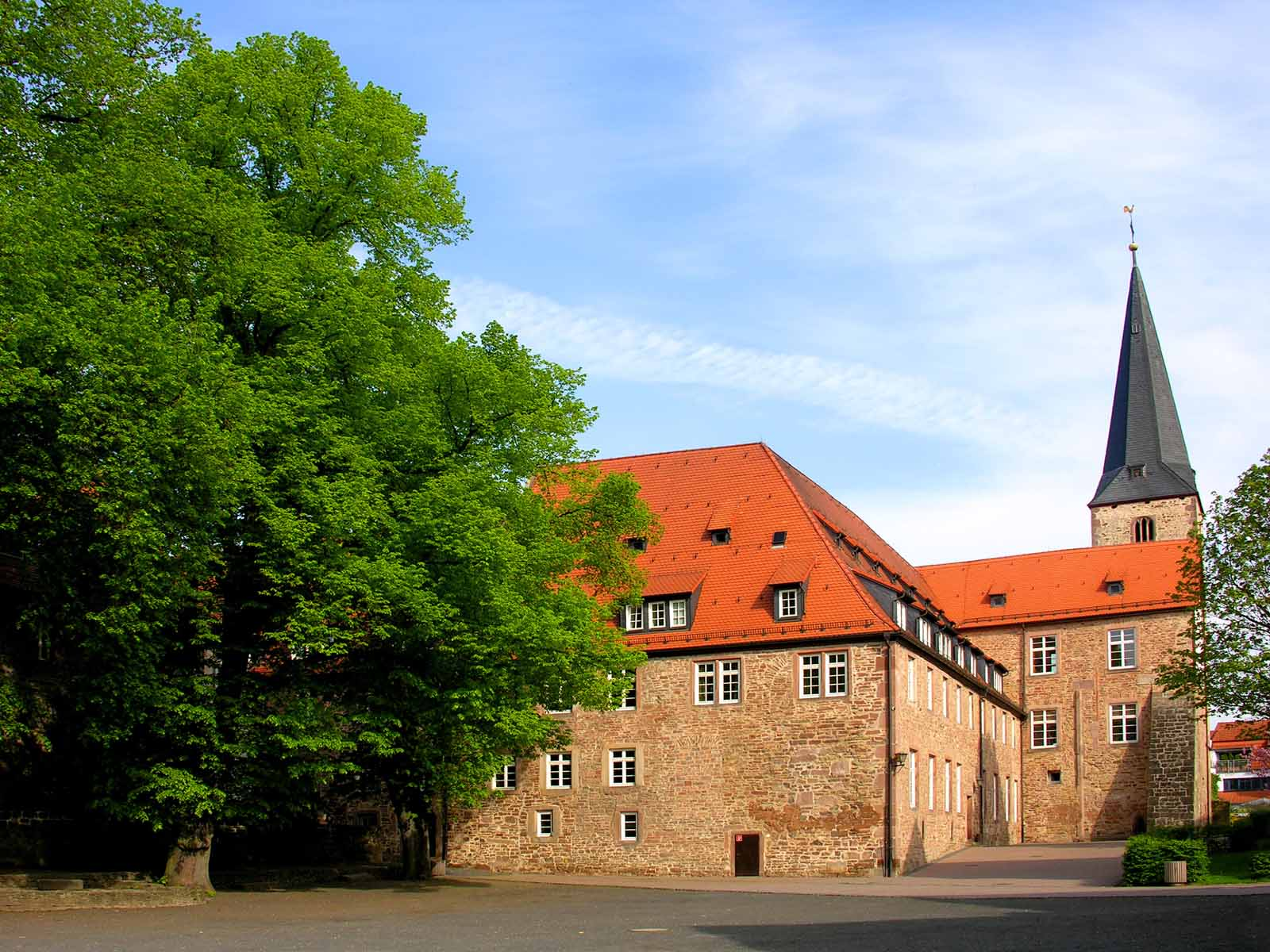
Kloster Außenansicht (2022)

Die Kirchenmusikakademie Schlüchtern (KMA; bis April 2022 Kirchenmusikalische Fortbildungsstätte Schlüchtern) im osthessischen Schlüchtern ist eine Aus- und Fortbildungseinrichtung der Evangelischen Kirche von Kurhessen-Waldeck in Kooperation mit der Evangelischen Kirche in Hessen und Nassau, deren Schwerpunkt die Ausbildung von nebenamtlichen Kirchenmusikern ist. Mit ca. 35 Kursangeboten pro Jahr ist sie die EKD-weit größte und bekannteste außerhochschulische Aus- und Fortbildungsstätte für Kirchenmusikerinnen und Kirchenmusiker.

## Geschichte
Die Kirchenmusikakademie wurde 1970 als Kirchenmusikalische Fortbildungsstätte Schlüchtern gegründet. Sie war ein Nachfolgeinstitut der 1948 von Walter Blankenburg gegründeten Evangelischen Kirchenmusikschule Schlüchtern. 1970 erfolgte eine Zusammenlegung mit der Westfälischen Landeskirchenmusikschule Herford.
Die Akademie ist im ehemaligen Kloster Schlüchtern untergebracht und wird von Andreas Schneidewind geleitet. Von 1992 bis 2013 war Gunther Martin Göttsche Direktor der Kirchenmusikakademie in Schlüchtern. Als Dozenten stehen hauptberufliche Kirchenmusiker und renommierte Referenten aus dem ganzen Bundesgebiet zur Verfügung. Die Fortbildungsstätte wird durch den Verein der Freunde und Förderer der Kirchenmusikakademie e. V. finanziell unterstützt.

## Orgeln
Die Kirchemusikakademie ist aktuell (2023) mit 11 Orgeln ausgestattet. Außerdem besteht die Möglichkeit in der Ev. Kirche Elm und der Petrus-Lotichius-Kirche Niederzell zu üben.
| Standort                         | Jahr               | Orgelbauer                                                        | Bild | Manuale | Register | Bemerkungen                                                                 |
| -------------------------------- | ------------------ | ----------------------------------------------------------------- | ---- | ------- | -------- | --------------------------------------------------------------------------- |
| Kapitelsaal                      | 1999 / 2005        | Werner Bosch (Kassel)                                             |      | III/P   | 11       | Meisterstück von Martin Bosch → Orgel                                       |
| Flügelsaal                       | 2018 / 2020        | Gerald Woehl (Marburg)                                            |      | II/P    | 16       | → Orgel                                                                     |
| Sakristei                        | 1984 / 2017        | Orgelbauwerkstatt Rotenburg (Dieter Noeske)                       |      | II/P    | 12       | Hausorgel; 2017 in Schlüchtern aufgestellt → Orgel                          |
| Westturm                         | 1983               | Werner Bosch (Kassel)                                             |      | II/P    | 6        | → Orgel                                                                     |
| Ostturm                          | 1957 (Aufstellung) | H. Voigt (Frankfurt-Höchst)                                       |      | II/P    | 10       | Disposition und Mensuren von Ernst Karl Rößler; 2017 restauriert → Orgel    |
| Huttenkapelle                    | 1947               | E. F. Walcker & Cie (Ludwigsburg); Hey Orgelbau (Urspringen/Rhön) |      | II/P    | 14       | 1970 Umbau; 1974 und 2016 Restaurierung → Orgel                             |
| Karolingische Krypta             | 1981               | Werner Bosch (Kassel)                                             |      | I/P     | 4        | → Orgel                                                                     |
| Andreaskapelle                   | 2004               | Tilman Trefz (Stuttgart)                                          |      | I       | 3        | → Orgelpositiv                                                              |
| Vorraum Sakristei                | 2021 (Aufstellung) | G. Kisselbach – Gloria Klassik                                    |      | II/P    | 40       | Elektronische Orgel; 2021 gebraucht aufgestellt; Modell Gloria Klassik 2.40 |
| Stadtkirche St. Michael          | 1994               | Karl Schuke (Berlin)                                              |      | III/P   | 37       | Orgel in der Evangelischen Stadtkirche → Orgel                              |
| Aula Ulrich-von-Hutten Gymnasium | 1968               | Hey Orgelbau (Urspringen/Rhön)                                    |      | II/P    | 11       | Orgel des Gymnasiums, kann nur in den Sommerferien genutzt werden → Orgel   |

Ehemalige Orgeln
In der Geschichte der KMA gab es verschiedene Übinstrumente. Einige dieser Orgeln sind nicht mehr vorhanden, andere werden einfach nicht mehr zum Üben verwendet. Neben den aufgelisteten Orgeln gab es bis etwa 1968 noch zwei weitere Übungsorgeln aus der Zeit des ehem. Lehrerseminars im Kloster Schlüchtern. Sie hatten zwei (8′, 4′) bzw. ein Register (Gedackt 8′). Nachdem sie völlig unbrauchbar geworden waren, wurden sie entfernt.
| Standort                                     | Jahr        | Orgelbauer                 | Bild | Manuale | Register | Bemerkungen |
| -------------------------------------------- | ----------- | -------------------------- | ---- | ------- | -------- | --- |
| Karolingische Krypta / später Sakristei      | 1965        | Willi Peter (Köln)         |      | II/P    | 5        | Orgel im Jahr 2017 abgebaut und in Orgelteilelager Neuengronau eingelagert; Disposition von Ernst Karl Rößler→ Orgel |
| Schlüchtern Friedhofskapelle                 | 1975        | Willi Peter (Köln)         |      | II/P    | 5        | Orgel wird nicht mehr als Übinstrument verwendet. |
| KMF Bügelzimmer                              | 1974        | nicht bekannter Orgelbauer |      | I/P     | 3        | Orgel als unbeliebtestes Instrument der KMA im Jahr 2005 verkauft.→ Orgel |
| Stadtkirche St. Michael Konferenzraum        | 1950 / 1974 | Werner Bosch (Kassel)      |      | I/P     | 6        | Orgel im Jahr 2021 abgebaut und in Orgelteilelager Neuengronau eingelagert. → Orgel (über Wayback Machine) |
| Ehemalige Orgel der Stadtkirche St. Michael  | 1970 / 1976 | Willi Peter (Köln)         |      | III/P   | 45       | Neubauplan durch Ernst Karl Rößler; zunächst II/P/33 – Erweiterungsplan durch Rößler 1974; 1994 Umsetzung in die Neuapostolische Kirche Magdeburg und dort Umbau durch Orgelbau Hüfken (III/P/46), elektrische Trakturen |
| Andachtsraum im Kreiskrankenhaus Schlüchtern | 1978        | Werner Bosch (Kassel)      |      | I/P     | 4        | Orgel wird nicht mehr als Übinstrument verwendet. |
| Kirche Sterbfritz                            | 1997        | Werner Bosch (Kassel)      |      | II/P    | 18       | Orgel wird nicht mehr als Übinstrument verwendet. |

## Bekannte Dozenten (Auswahl)
- Walter Blankenburg (1903–1986)
- Ernst Karl Rößler (1909–1980)
- Ludwig Prautzsch (1926–2021)
- Walter Opp (1931–2022)
- Peter Jarchow (* 1940)
- Martin Bartsch (* 1942)
- Zsolt Gárdonyi (* 1946)
- Gunther Martin Göttsche  (* 1953)
- Werner Schepp (* 1958)
- Uwe Maibaum (* 1962)
- Peter Hamburger (* 1966)
- Eckhard Manz (* 1968)

- Holger Gehring (* 1969)
- Michael Schneider (* 1977)

## Bekannte Absolventen (Auswahl)
- Klaus Linkenbach (1932–2000)
- Heinz Rudolf Meier (* 1940)
- Elke Mascha Blankenburg (1943–2013)
- Hans Darmstadt (* 1943)

- Martin Kares (* 1959)
- Ulrike Streck-Plath (* 1965)